# کوهستان اسپنسر
کوهستان اسپنسر (انگلیسی: Spencer's Mountain) یک فیلم درام خانوادگی آمریکایی است که در سال ۱۹۶۳ به نویسندگی، کارگردانی و تهیه‌کنندگی دلمر دیوز ساخته شده‌است. داستان فیلم برگرفته از رمانی است به همین نام که توسط ارل همنر جونیور در سال ۱۹۶۱ نوشته‌شده‌است. در این فیلم بازیگرانی همچون هنری فوندا، مورین اوهارا، و همچنین بازیگرانی چون جیمز مک آرتور، ورونیکا کارت‌رایت و ویکتور فرنچ به عنوان اولین تجربه‌های بازیگری خود، نقش‌آفرینی کرده‌اند. دونالد کریسپ بازیگر قدیمی هالیوود، آخرین نقش‌آفرینی خود را در این فیلم و در نقش «پدربزرگ» ایفا می‌کند.

## بازیگران
- هنری فوندا در نقش کِلِی اسپنسر
- مورین اوهارا در نقش اولیویا اسپنسر
- جیمز مک‌آرتور در نقش کلی‌بوی اسپنسر
- دونالد کریسپ در نقش پدربزرگ اسپنسر
- والی کاکس در نقش کشیش گودمن
- میمسی فارمر در نقش کلاریس کلمن
- ویرجینیا گرگ در نقش خانم پارکر
- لیلیان برانسون در نقش مادربزرگ اسپنسر
- ویت بیسل در نقش دکتر کمبل
- هیدن رورک در نقش سرهنگ کلمن
- کتی بنت در نقش مینی‌کورا کوک
- داب تیلور در نقش پرسی کوک
- هوپ سامرز در نقش مادر ایدا
- کن مایر در نقش آقای جان